# Regionalizacja fizycznogeograficzna Niemiec
Pod względem regionalizacji fizycznogeograficznej Niemcy zalicza się do Europy Zachodniej. Terytorium Niemiec obejmuje fragmenty trzech wielkich jednostek fizycznogeograficznych tej części Europy, mających tu układ równoleżnikowych pasm:
- Niż Środkowoeuropejski
- środkowoeuropejskie wyżyny i kotliny orogenezy hercyńskiej (Średniogórze Niemieckie, Masyw Czeski i Wyżyny Polskie)
- Alpy i Przedgórze Alp

Uwaga: stosowana powszechnie w Polsce regionalizacja fizycznogeograficzna w kilku aspektach znacząco różni się od tej stosowanej w Niemczech. Należy to mieć na uwadze przyrównując regiony w nomenklaturze polskiej i niemieckiej.

## Regionalizacja fizycznogeograficzna Niemiec w systemie dziesiętnym

### 3Pozaalpejska Europa Środkowa

#### 31Niż Środkowoeuropejski(Norddeutsches Tiefland)
- 311 Półwysep Jutlandzki
- 312 Pobrzeża Morza Północnego
- 313 Pobrzeża Południowobałtyckie
  - 313.1 Pobrzeże Meklemburskie
  - 313.2 Pobrzeże Szczecińskie
- 314-316 Pojezierza Południowobałtyckie
  - 314.1 Pojezierze Szlezwicko-Holsztyńskie(inne języki)
  - 314.2-3 Pojezierze Meklemburskie (Mecklenburgische Seenplatte)
  - 315.2 Pojezierze Barnimskie (Barnim Platte)
  - 315.3 Pradolina Toruńsko-Eberswaldzka
  - 316.1 Luchland
  - 316.2 Pradolina Berlińska (t. Pradolina Warciańsko-Odrzańska)
  - 316.3 Pojezierze Brandenburskie (Märkische Seenplatte)
- 317 Niziny Sasko-Łużyckie
  - 317.1 Nizina Dolnosaksońska
  - 317.2 Obniżenie Dolnołużyckie (Spreewald)
  - 317.3 Fläming
  - 317.4 Wzniesienia Łużyckie (Lausitzer Becken- und Heideland)
  - 317.5 Nizina Sasko-Anhalcka (Sachsen-Anhaltische Ebenen)
  - 317.6 Wysoczyzny Saskie
  - 317.7 Nizina Śląsko-Łużycka
- 319 Niziny Brabancko-Westfalskie

#### 32Średniogórze Niemieckie(MittelgebirgsschwelleiSüdwestdeutsches Schichtstufenland)
- 321 Ardeny (Ardennen)
- 322 Reńskie Góry Łupkowe (Rheinische Schiefergebirge)
- 323 Pogórze Heskie(inne języki) (Hessisches Bergland)
- 324 Góry Wezerskie (Weserbergland)
- 325 Harz
- 326 Niecka Turyńska(inne języki) (Thüringer Becken)
- 327 Las Turyńsko-Frankoński (Thüringisch-Fränkisches Mittelgebirge)
  - 327.1 Las Turyński (Thüringer Wald)
  - 327.2 Las Frankoński (Frankenwald)
  - 327.3 Smreczany (Fichtelgebirge)
- 328 Górna Nadrenia (Oberrheinische Mittelgebirgs-Stufenländer)
  - 328.1 Pogórze Północnopalatynackie
  - 328.2 Haardt i Las Palatynacki (Pfälzerwald)
  - 328.3 Wogezy (Vogesen, Wasgauen)
  - 328.4 Nizina Górnoreńska (Oberrheinisches Tiefland)
  - 328.5 Schwarzwald
  - 328.6 Odenwald
- 329 Wyżyny Południowoniemieckie
  - 329.1 Wyżyna Meńsko-Neckarska
  - 329.2 Jura Frankońska (Fränkische Alb)
  - 329.3 Jura Szwabska (Schwäbische Alb)

#### 33Masyw Czeski(Böhmisches Massiv)
- 331 Kraina Rudaw
  - 331.1 Rudawy (Erzgebirge)
    - 331.1* Wyżyna Dieczyńska (Elbsandsteingebirge)
- 332 Sudety (Sudeten)
  - 332.2 Pogórze Zachodniosudeckie
    - 332.2? Pogórze Łużyckie (Lausitzer Bergland)
    - 332.24 Góry Łużyckie (Lausitzer Gebirge, cz. Lužické hory, głuż. Łužiske hory)
- 334 Kraina Szumawska
  - 334.1 Las Czeski (Böhmischer Wald / Oberpfälzer Wald, cz. Český les)
  - 334.2 Szumawa (Böhmerwald, cz. Šumava)
  - 334.3 Las Górnopalatynacki (Oberpfälzer Wald)
  - 334.4 Las Bawarski (Bayerischer Wald)

#### 35Francuskie Masywy i Kotliny
- 351 Basen Paryski
  - 351.1 Wyżyna Lotaryńska (Lothringer Stufenland)

### 4Region alpejski

#### 43Alpy(Alpen)
- 434 Zewnętrzne Alpy Wschodnie
  - 434.1 Alpy Algawskie (Allgäuer Alpen)
  - 434.2 Alpy Bawarsko-Tyrolskie (Bayerische Voralpen)
  - 434.3 Alpy Salzburskie

#### 42Północne Przedgórze Alp(Alpenvorland)
- 422 Wyżyna Bawarska